# Paracinipe orientalis
Paracinipe orientalis är en insektsart som först beskrevs av Werner 1908.  Paracinipe orientalis ingår i släktet Paracinipe och familjen Pamphagidae. Inga underarter finns listade i Catalogue of Life.